# Періадріатичний розлом

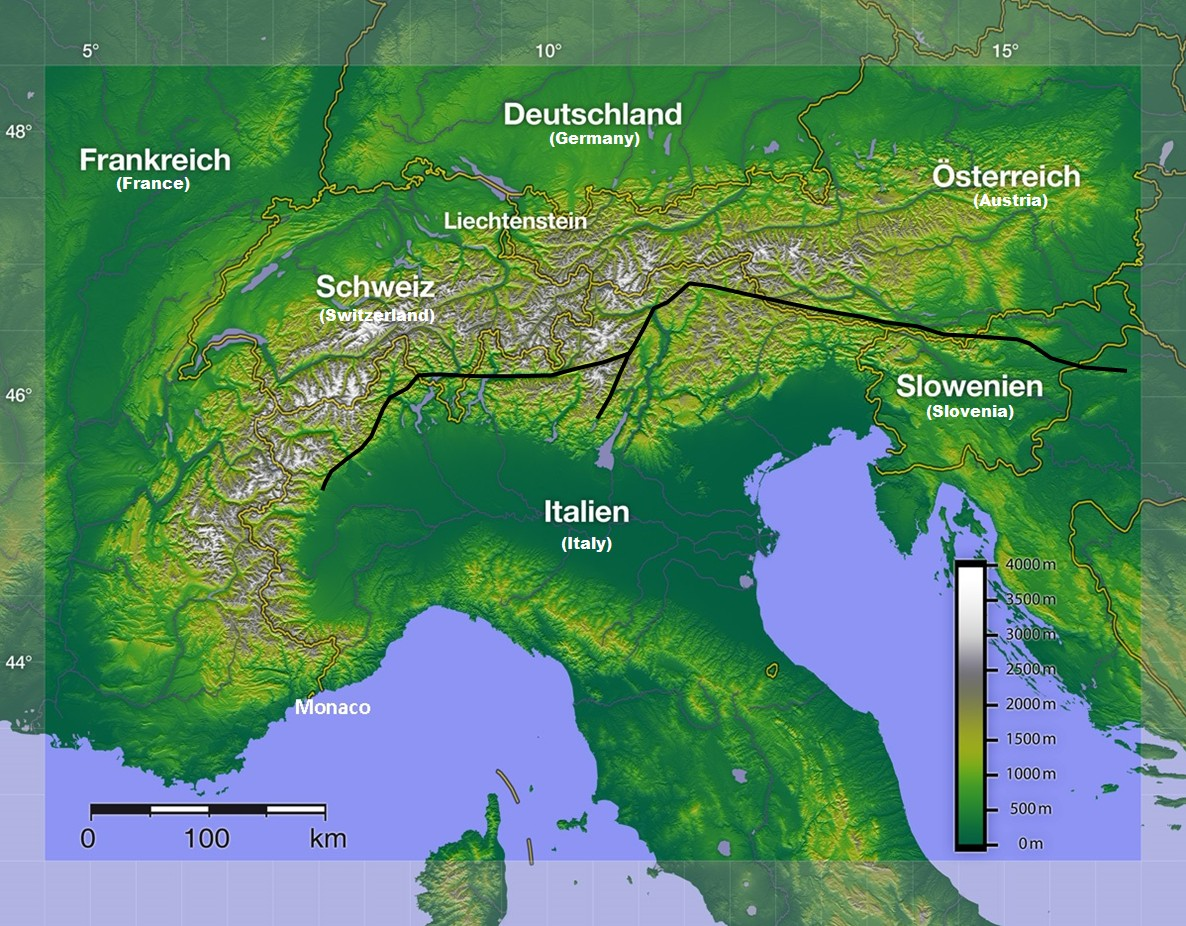
Альпи і Періадріатичний розлом

Періадріатичний розлом — геологічний розлом в Південній Європі, прямує близько 1000 км від Тірренського моря через Південні Альпи до Угорщини. Він є границею між Адріатичною і Євразійською плитою. Термін Інсубрійська лінія вживається іноді для всього Періадріатичного розлому, але зазвичай використовується для позначення його західної частини.
У Східних Альпах, лінія відзначає межу між Центральними та Східними Альпами і Південними Вапняковими Альпами. У Західних Альпах він утворює межу між Адріатичною плитою і центральною кристалічною зоною Альп.
Континентальна колізія все ще триває, Адріатична і Євразійська плита ще зізнають конвергенції. Рух вздовж Періадріатичного розлому є причиною землетрусів між Віднем і Фріулі. 